# Gvozd
Gvozd (serbisch-kyrillisch Гвозд; im 20. Jh. Vrginmost) ist eine Gemeinde in der Gespanschaft Sisak-Moslavina in Kroatien. 2011 zählte die Gemeinde 2970 Einwohner, davon entfallen 66,53 % auf die serbischstämmige Bevölkerung und 32,02 % auf die kroatischstämmige Bevölkerung.

## Geschichte
1097 wurde der letzte kroatische König Petar Svačić in der Schlacht am Berg Gvozd getötet.

## Bekannte Personen
- Gabriel von Rodich (1812–1890), General der k.u.k. Armee
- Stephan von Ljubičić (1855–1935), General der k.u.k. Armee
- Branko Mamula (1921–2021), jugoslawischer Admiral, Politiker und Verteidigungsminister von Jugoslawien